# Patricia Rawlings
Pour les articles homonymes, voir Rawlings.
Patricia Elizabeth Rawlings, née le 27 janvier 1939 à Londres, est une femme politique britannique.
Membre du Parti conservateur, elle est députée européenne de 1989 à 1994. Elle est pair à vie depuis 1994.